# Cắt xẻo cơ thể
Cắt xén cơ thể hay Cắt xẻo cơ thể (tiếng Anh: Mutilation có nguồn gốc từ tiếng Latinh: mutilus) là chặt đứt, làm tách rời hoặc chia nhỏ bộ phận trên cơ thể người, khiến bộ phận đó bị hư hỏng, mất chức năng vốn có hoặc biến dạng vĩnh viễn. Dù có các hình thức và mục đích khác nhau, nhưng ở thời hiện đại các từ ngữ trên thường dùng với ý nghĩa tiêu cực. 

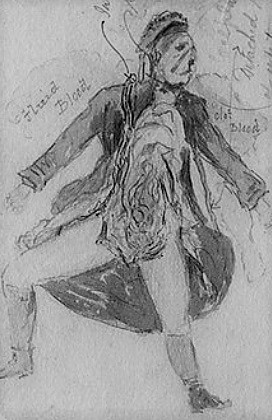
Cảnh sát pháp y vẽ thi thể nạn nhân thứ tư của Jack the Ripper, bị băn phân xác, thi thể được tìm thấy ngày 30 tháng 9 năm 1888.

## Thuật ngữ
Tại phương Tây, "cắt xẻo cơ thể" ban đầu được dùng chung với "phanh thây", sau này hai khái niệm đã có sự tách biệt.
- Cắt xẻo cơ thể để chỉ hành động loại bỏ những bộ phận nhỏ trên cơ thể, thường các bộ phận này không bình thường hoặc bị tổn thương không còn thực hiện chức năng của chúng.[2]

- Phanh thây để chỉ hành động tác động với các bộ lớn từ bàn tay, cánh tay, chân, đầu, thân...[3]

### Phân xác
Theo các dùng từ của báo chí tại Việt Nam, "phân xác" hành động mang tính tiêu cực trong các vụ án nhằm phi tang chứng cứ. Bao gồm cả phanh thây và cắt xẻo.

## Cách thực thi
Việc "Cắt xẻo cơ thể" có thể tác động đến đối tượng còn sống, thường bao gồm các biện pháp y học như phẫu thuật chuyển giới, hoặc được sử dụng như những nghi thức như cắt âm vật, cắt bao quy đầu. Trong lịch sử, việc cắt xẻo cũng được xem là biện pháp xử phạt, tra tấn như lăng trì.